# Ӊ (слово ћирилице)
Ӊ ӊ (искошено: Ӊ ӊ) је слово ћириличног писма. Његов облик је изведен од ћириличног слова Н додавањем репа десној нози.
Ӊ ӊ се користи само у азбуци килдин сами језика где представља безвучни алвеоларни назал .

## Рачунарски кодови
| Знак                      | Ӊ                                    | Ӊ                                    | ӊ                                  | ӊ                                  |
| ------------------------- | ------------------------------------ | ------------------------------------ | ---------------------------------- | ---------------------------------- |
| Назив у Уникоду           | CYRILLIC CAPITAL LETTER EN WITH TAIL | CYRILLIC CAPITAL LETTER EN WITH TAIL | CYRILLIC SMALL LETTER EN WITH TAIL | CYRILLIC SMALL LETTER EN WITH TAIL |
| Врста кодирања            | децимална                            | хексадецимална                       | децимална                          | хексадецимална                     |
| Уникод                    | 1225                                 | U+04C9                               | 1226                               | U+04CA                             |
| UTF-8                     | 211 137                              | D3 89                                | 211 138                            | D3 8A                              |
| Нумеричка референца знака | &#1225;                              | &#x4C9;                              | &#1226;                            | &#x4CA;                            |

## Слична слова
- Ң ң : Ћирилично слово Н са силазним словом
- Ӈ ӈ : Ћирилично слово Н са кукицом
- Ҥ ҥ :Ћирилична лигатура Н и Г
- Ԩ ԩ : Ћирилично слово Н са левим куком